# Brinhac (Erau)
Brinhac (en francès Brignac) és un municipi occità del Llenguadoc, situat al departament de l'Erau i a la regió d'Occitània.